# Düppeler Schanzen-Sturmmarsch
Düppeler Schanzen-Sturmmarsch er en preussisk march komponeret af den preussiske militærmusiker Johann Gottfried Piefke i anledning af den preussiske hærs angreb imod de danske skanser under stormen af Dybbøl, den 18. april, 1864.
Marchen blev første gang spillet ved den preussiske frontlinje af et militærorkester for at signalere angrebets begyndelse kl. 10.

## Navneforvirring
Gottfried Piefke komponerede to stykker musik omkring den preussiske storm, navnlig Düppeler Sturmmarsch (Armeemarsch II, 185) og den væsentligt mere kendte Düppeler Schanzen-Sturmmarsch (Armeemarsch II, 186), der nu næsten kun kendes under navnet Düppeler Schanzen-Marsch.
Noget forvirrende har de to marcher meget ens navne, men Düppeler Schanzen-Sturmmarsch er på trods af den højere nummerering faktisk det stykke, som Piefke komponerede først, og var således den march, der blev opført ved selve stormen, mens Düppeler Sturmmarsch er et stykke inspireret af stormen, der blev komponeret kort efter slaget.

## Opførelsen ved fronten
Piefke mødte selv op ved fronten for at dirigere militærorkesteret under stormen. På salget ti gik orkesteret således i gang med at afspille marchen for at signalere det preussiske angreb. Kampen i baggrunden skulle have ført til nogle problemer for orkesteret. Ifølge en myte skulle en vildfaren kanonkugle have revet Piefkes taktstok ud af hans hånd under starten af stykket, så han i stedet gav sig til at dirigere orkesteret med sin sabel. I en mere substantiel historie skulle en granat have slået ned tæt ved orkesteret, og chokket fra eksplosionen gjorde flere af instrumenterne midlertidigt tavse, således at det kun var en enkelt fløjte og en tromme, der spillede en overgang. Piefke skrev senere bevidst denne effekt ind i Düppeler Sturmmarsch.